# أكيم هايندز
أكيم هايندز (بالإنجليزية: Akeem Hinds)‏ هو لاعب كرة قدم بريطاني في مركز الدفاع، ولد في 26 نوفمبر 1998 في شفيلد في المملكة المتحدة. لعب مع فريكلي أثلتيك ‏.